# エホニジピン
エホニジピン(Efonidipine)とはジヒドロピリジン系のカルシウムチャネル遮断薬である。T型とL型の2種類のカルシウムチャネルを遮断する。商品名ランデル。1994年1月に高血圧治療への使用が承認され、1998年9月に腎実質性高血圧症と狭心症について追加承認された:1。日産化学工業とゼリア新薬工業が共同開発した。
アテローム性動脈硬化症や急性腎不全に対する効果が研究されている。

## 副作用
重大な副作用とされているものは、洞不全症候群、房室接合部調律、房室ブロック、ショックである（いずれも頻度不明）。
副作用の発生率は7.74%であり、主なものは動悸、顔面潮紅、頭痛、顔の火照り、血清総コレステロール上昇、ALT(GPT)上昇、AST(GOT)上昇、BUN上昇等である。

## 禁忌・慎重投与等
下記の様な患者では慎重な副作用評価が必要である。
- 妊婦または妊娠している可能性のある婦人には禁忌である。母体・児の双方で体重増加抑制が見られている。
- 小児には使用経験がなく、安全性は確立されていない。
- 高齢者では血圧が過度に低下し易いので、低用量から開始すべきである。
- 重篤な肝機能障害のある患者では、血中濃度が上昇するので慎重な投与が必要である。
- 洞機能不全のある患者では徐脈・洞停止が発生する危険性があるので慎重に投与すべきである。

## 薬物動態
消化管からの推定吸収率は62%である:34。
服用後、血中濃度が最高になるまでの時間は1.4〜2.2時間前後、その後血中濃度が半分になるまでの時間は1.4〜2.9時間前後である:30-32。グレープフルーツジュースと共に服用すると、最高血中濃度は2倍に増加する:33。
服用後24時間で1.6%が尿中に排泄される:37。残りは胆汁中に排泄されると思われる。